# Ji Chang-wook
Ji Chang-wook (en hangul, 지창욱; nacido el 5 de julio de 1987) es un actor y cantante surcoreano.

## Biografía
Estudió en la Universidad Dankook.
Además de coreano Chang-wook también habla el inglés y chino.
Es buen amigo de los actores Eum Moon-suk, Choi Tae-joon y de los miembros del dúo "2BiC".
El 14 de agosto de 2017 inició su servicio militar, el cual finalizó en abril de 2019.
El 26 de julio de 2021 se anunció que el actor y un miembro del personal de la serie The Sound of Magic habían dado positivo para COVID-19, por lo que se encontraban en cuarentena y recibiendo la atención necesaria. El 11 de agosto del mismo año se anunció que el actor ya se había recuperado de la enfermedad.

## Carrera
Es miembro de la agencia Glorious Entertainment.
En 2013 se unió al elenco de la serie Empress Ki donde interpretó al Emperador Huizong, hasta el 2014.
En agosto del 2014 apareció como invitado en el exitoso programa de televisión surcoreano Running Man durante los episodios 211 y  212, en los que formó equipo con Lee Kwang-soo.
El 8 de diciembre del mismo año se unió al elenco principal de la serie Healer, donde interpretó a Seo Jung-hoo, un "mensajero nocturno" bajo el alias "Healer" que termina enamorándose de la reportera Chae Young-shin (Park Min-young), la mujer que debe de proteger, hasta el final de la serie el 10 de febrero de 2015.
En 2015 participó en un partido en beneficencia, donde participaron Jeong Jin-woon, Park Gun Hyung, Lee Wan, Lee Ki-kwang, Yoon Doo-joon, Baro, Woohyun y Lim Seulong. El 16 de mayo del mismo año apareció como invitado en el programa chino Happy Camp donde participó junto a Yang Yang, Hans Zhang y Jing Boran.
A finales de marzo del 2017 se unió al elenco principal del nuevo drama Suspicious Partner, donde dio vida al abogado No Ji Wook (el drama previamente fue conocido como "Be Careful of This Woman"), hasta el final de la serie en julio del mismo año. en el drama comparte créditos con su amigo el actor Choi Tae-joon. Ese mismo año prestó su voz para el doblaje en coreano del personaje de Taki Tachibana de la película animadaYour Name.
En agosto del mismo año se anunció que junto a Song Ji-hyo se habían convertido en los nuevos rostros de la marca de ropa "FOSSIL".
El 28 de septiembre del 2019 se unió al elenco principal de la serie romántica y de comedia Melting Me Softly (también conocida como "Melt Me") donde dio vida a Ma Dong-chan, el director de un popular programa de variedades estrella que decide participar personalmente en su programa llamado "Frozen Human Project", pero en lugar de despertarse 24 horas después, han pasado 20 años cuando abre los ojos, hasta el final de la serie el 17 de noviembre del mismo año.
El 19 de junio del 2020 se unió al elenco principal de la serie La novata de la calle (también conocida como "Backstreet Rookie"), donde dio vida al atractivo pero torpe Choi Dae-hyun, el dueño de una tienda de conveniencia, hasta el final de la serie el 8 de agosto del mismo año. El 22 de diciembre del mismo año se unió al elenco principal de la serie Amor en la ciudad (también conocida como "City Couple’s Way of Love"), donde interpretó a Park Chae-won, un arquitecto honesto y apasionado que ama las calles de la ciudad, hasta el final de la serie el 17 de febrero de 2021.
En abril de 2021 se confirmó que se había unido al elenco de la serie The Sound of Magic (también conocida como "Annarasumanara"), donde da vida a Lee Eul, un misterioso mago que vive en un parque temático abandonado. En septiembre del mismo año se confirmó que se había unido al elenco principal de la serie If You Wish Upon Me, donde interpreta a Yoon Gye-re, un hombre que huye de la muerte y que no tiene voluntad ni deseo por la vida. La serie se estrenará el 10 de agosto de 2022.
En  septiembre del 2023 se estrenó la serie policiaca El peor de los males, en la que Ji Chang-wook dio vida al personaje Park Joon-mo, un oficial de policía. Para una investigación de drogas que conduce al tráfico de drogas entre Corea del Sur, China y Japón, Park se infiltra en una organización criminal. La serie terminó el  25 de octubre del 2023 con un total de 12 episodios. Ese mismo año se estrenó en diciembre la serie De vuelta en Samdal-ri,  Ji Chang Wook da vida al personaje  Jo Yong Pil  en un drama romántico en la isla Jeju , trabaja como meteorólogo en la isla de Jeju, está serie finalizó con un total de 16 capítulos el 21 de enero de 2024.

## Filmografía

### Series de televisión
| Año     | Título                     | Personaje                              | Notas                                                         | Ref.                 |
| ------- | -------------------------- | -------------------------------------- | ------------------------------------------------------------- | -------------------- |
| 2008    | You Stole My Heart         | Lee Phillip                            | -                                                             |                      |
| 2009    | My Too Perfect Sons        | Song Mi-poong                          | 54 episodios                                                  |                      |
| 2009-10 | Hero                       | Park Joon-hyung                        | -                                                             |                      |
| 2010-11 | Smile Again                | Carl Laker / Dong-hae                  | 159 episodios                                                 |                      |
| 2011    | Warrior Baek Dong-soo      | Baek Dong-soo                          | 30 episodios                                                  |                      |
| 2011-12 | Bachelor's Vegetable Store | Han Tae-yang                           | 24 episodios                                                  |                      |
| 2012    | Five Fingers               | Yoo In-ha                              | 30 episodios                                                  |                      |
| 2013-14 | Empress Ki                 | Toghon Temür / Ta Hwan                 | 51 episodios                                                  |                      |
| 2014    | KARA: Secret Love          | Ángel Guardián                         | Serie web, ep. Have You Ever Had Coffee with an Angel? (9-10) |                      |
| 2014-15 | Healer                     | Seo Jung-hoo / Park Bong-soo / Healer  | 20 episodios                                                  |                      |
| 2016    | The Whirlwind Girl 2       | Chang An                               | 36 episodios                                                  |                      |
| 2016    | The K2                     | Kim Je-ha                              | 16 episodios                                                  |                      |
| 2016-17 | First Seven Kisses         | Él mismo                               | Serie web                                                     |                      |
| 2017    | Suspicious Partner         | Noh Ji-wook                            | 40 episodios                                                  |                      |
| 2019    | Melting Me Softly          | Ma Dong-chan                           | 16 episodios                                                  |                      |
| 2020    | La novata de la calle      | Choi Dae-hyun                          | 16 episodios                                                  |                      |
| 2020-21 | Amor en la ciudad          | Park Jae-won                           | 17 episodios                                                  |                      |
| 2022    | The Sound of Magic         | Ri-eul / Ryoo Min-hyuk                 | 6 episodios                                                   |                      |
| 2022    | If You Wish Upon Me        | Yoon Kye-re                            | 16 episodios                                                  | [ 38 ]               |
| 2023    | El peor de los males       | Park Joon-mo                           | Serie web en 12 episodios                                     | [ 39 ] [ 40 ]        |
| 2023-24 | De vuelta en Samdal-ri     | Cho Yong-pil                           | 16 episodios                                                  | [ 41 ] [ 42 ]        |
| 2024    | Gangnam, bajos fondos      | Yoon Gil-ho                            | Serie web en 8 episodios                                      | [ 43 ] [ 44 ]        |
| 2024    | La reina Woo               | Ko Nam-moo, rey Gogukcheon de Goguryeo | Serie web                                                     | [ 45 ] [ 46 ] [ 47 ] |
| Próx.   | Mr Right                   | Wang Wei An / Wang Rui                 |                                                               |                      |

### Películas
| Año  | Título                           | Personaje                     | Notas                                                                                             | Ref.                 |
| ---- | -------------------------------- | ----------------------------- | ------------------------------------------------------------------------------------------------- | -------------------- |
| 2006 | Days...                          | -                             | -                                                                                                 |                      |
| 2008 | Sleeping Beauty                  | Jin-seo                       | -                                                                                                 |                      |
| 2010 | Death Bell 2: Bloody Camp        | Soo-il                        | Junto a Choi Ah-Jin, Jeong-eum Hwang, Park Eun-bin, Nam Bo-ra, Kim Su-ro y Hyun-Sang Kwon         |                      |
| 2013 | How to Use Guys with Secret Tips | Hong-joon                     | Junto a Lee Si-young, Oh Jung-se, Park Yeong-gyu, Kim Jung-tae, Kyung Soo-jin y Ryu Hyun-kyung    |                      |
| 2015 | The Long Way Home                | Miembro de la Policía Militar | Junto a Sol Kyung-gu, Yeo Jin-goo, Lee Geung-young, Jung Sung-hwa, Kim Won-hae y Jung Suk-won     |                      |
| 2017 | Fabricated City                  | Kwon Yoo                      | Junto a Shim Eun-kyung, Ahn Jae-hong, Oh Jung-se, Kim Sang-ho, Kahlid Elijah Tapia y Ahn Jae-hong | [ 48 ]               |
| 2017 | Your Name                        | Taki Tachibana                | Junto a Kim So-hyun                                                                               |                      |
| 2017 | The Bros                         | Young Choon-bae               | Junto a Ma Dong-seok, Lee Dong-hwi, Lee Ha-nui, Oh Man-seok y Choi Ji-ho                          |                      |
| 2018 | Two Constables                   | -                             |                                                                                                   |                      |
| 2021 | Black Call (Punishment)          | Jin-woo                       | Junto a Jo Woo-jin y Lee Jae-in                                                                   | [ 49 ] [ 50 ]        |
| 2024 | Revolver                         | Andy                          | Junto a Jeon Do-yeon y Lim Ji-yeon                                                                | [ 51 ] [ 52 ] [ 53 ] |

### Programas de variedades
| Año  | Título                           | Función  | Notas                                | Ref.   |
| ---- | -------------------------------- | -------- | ------------------------------------ | ------ |
| 2014 | Running Man                      | Invitado | 2 episodios (211-212)                | [ 54 ] |
| 2015 | Section TV Entertainment Relay   | Invitado |                                      |        |
| 2015 | Happy Camp                       | Invitado | 2 episodios                          |        |
| 2016 | Section TV                       | Invitado | Junto a Yoo Jun-sang                 | [ 55 ] |
| 2016 | Taxi                             | Invitado | Junto a Im Yoon-ah                   | [ 56 ] |
| 2016 | We Got Married                   | Invitado | Episodio 347                         |        |
| 2019 | The Fishermen and The City       | Invitado |                                      | [ 57 ] |
| 2019 | Laborhood On Hire                | Invitado |                                      | [ 58 ] |
| 2020 | Knowing Bros (Ask Us Anything)   | Invitado | Junto a Kim Min-Seok y Ryu Kyung-soo | [ 59 ] |
| 2021 | House On Wheels S3               | Invitado |                                      | [ 60 ] |
| 2022 | Young Actors' Retreat (Youth MT) | Miembro  |                                      |        |

### Embajador
| Año    | Título          | Notas                     | Ref.   |
| ------ | --------------- | ------------------------- | ------ |
| 2020 - | CK Calvin Klein | Modelo global de la marca | [ 61 ] |

### Campañas y anuncios

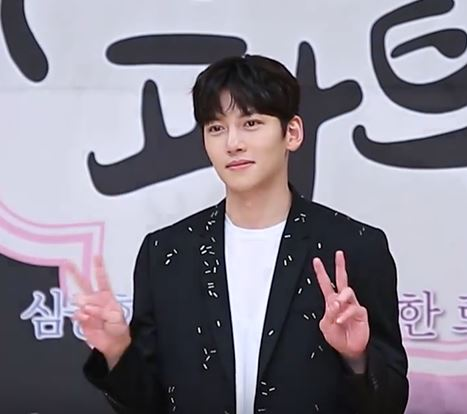
Ji Chang-wook en mayo del 2017.

| Año         | Marca / Campaña                                  | Notas               |
| ----------- | ------------------------------------------------ | ------------------- |
| 2017        | "FOSSIL Q Smart Watch (Q Venture & Q Explorist)" | Junto a Song Ji-hyo |
| 2017        | "MCM x Christopher"                              |                     |
| 2017        | "24 Miracle"                                     |                     |
| 2017        | "POLICE Eyewear"                                 |                     |
| 2016 - 2017 | "Lotte Duty Free"                                |                     |
| 2016 - 2017 | "China - EOS"                                    |                     |
| 2015 - 2017 | "KONUS"                                          |                     |
| 2015 - 2017 | "Lonsdale"                                       |                     |
| 2016        | "ALLETS X GC"                                    |                     |
| 2015 - 2016 | "China - ZUZU"                                   |                     |
| 2015 - 2016 | "Stylus Jewellery"                               |                     |
| 2015 - 2016 | "China - AMH"                                    |                     |
| 2015        | "Gov 3.0"                                        |                     |
| 2014 - 2015 | "North Cape Outerwear"                           | Junto a Ha Ji-won   |
| 2014        | "Cass Fresh Beer"                                |                     |
| 2014        | "AD HOC"                                         |                     |
| 2014        | "Citizen Watch"                                  |                     |
| 2011 - 2012 | "LabSeries"                                      |                     |
| 2011        | "Googims Company"                                |                     |
| 2011        | "Nong Shim Chapagetti Chajang Noodles"           |                     |
| 2009        | "Lotte Chilsung Tropicana"                       |                     |
| 2009        | "Shinhan Financial Group"                        |                     |
| 2008        | "SKT "T Cash""                                   |                     |

### Videos musicales
| Año  | Artista / Grupo           | Canción                | Notas                                                        |
| ---- | ------------------------- | ---------------------- | ------------------------------------------------------------ |
| 2007 | Lena Park ft. Dynamic Duo | "Are You Ready"        | Apareció en el video musical                                 |
| 2009 | Younha                    | "We Broke Up Today"    | Apareció en el video musical                                 |
| 2009 | T-ara                     | "Falling You"          | Apareció en el video musical                                 |
| 2010 | Young Gun                 | "I Have to Let You Go" | Apareció en el video musical                                 |
| 2011 | T-ara                     | "Cry Cry"              | Apareció en el video musical                                 |
| 2012 | T-ara                     | "Lovey-Dovey"          | Apareció en el video musical                                 |
| 2012 | K.Will                    | "I Need You"           | Apareció en el video musical junto a Yoon Bora y Yeo Jin-goo |
| 2013 | Speed                     | "That's My Fault"      | Apareció en el video musical                                 |
| 2013 | Speed                     | "It's Over"            | Apareció en el video musical                                 |
| 2013 | Kara                      | "Runaway"              | Apareció en el video musical                                 |

### Teatro
| Año     | Título              | Personaje    | Notas                                                                            | Ref.          |
| ------- | ------------------- | ------------ | -------------------------------------------------------------------------------- | ------------- |
| 2007    | Fire and Ice        | -            | -                                                                                |               |
| 2011    | Thrill Me           | Richard Loeb | Junto a Kang Ha-neul                                                             |               |
| 2013    | Brothers Were Brave | Lee Joo-bong | -                                                                                |               |
| 2013    | Jack the Ripper     | Daniel       | -                                                                                |               |
| 2013-17 | The Days            | Mu-young     | Junto a Yoo Jun-sang, Oh Man-seok, Kang Moo-yeong, Choi Jae-woong y Oh Jong-hyuk | [ 62 ] [ 63 ] |

### Eventos
| Año  | Título                               | Lugar                          | Notas     | Ref.          |
| ---- | ------------------------------------ | ------------------------------ | --------- | ------------- |
| 2019 | 2019 Asia Artist Awards              | Hanói                          | Asistente | [ 64 ] [ 65 ] |
| 2019 | Invitation: Late Spring, Early Night | Blue Square iMarket Hall, Seúl |           | [ 66 ]        |

### Revistas / sesiones fotográficas
| Año  | Título  | Notas                 | Ref.   |
| ---- | ------- | --------------------- | ------ |
| 2022 | W Korea | Junto a Choi Sung-eun | [ 67 ] |

## Premios y nominaciones
| Año  | Premio                               | Categoría                                                 | Trabajo                     | Resultado |
| ---- | ------------------------------------ | --------------------------------------------------------- | --------------------------- | --------- |
| 2010 | KBS Drama Award                      | Best New Actor                                            | Smile Again                 | Nominado  |
| 2011 | 4th Korea Drama Award                | Best New Actor                                            | Smile Again                 | Nominado  |
| 2011 | KBS Drama Award                      | Excellence Award, Actor in a Daily Drama                  | Smile Again                 | Ganó      |
| 2011 | SBS Drama Award                      | New Star Award                                            | Warrior Baek Dong-soo       | Ganó      |
| 2012 | SBS Drama Award                      | Excellence Award, Actor in a Weekend/Daily Drama          | Five Fingers                | Nominado  |
| 2013 | 7th The Musical Award                | Best New Actor                                            | The Days                    | Ganó      |
| 2013 | MBC Drama Award                      | Excellence Award, Actor in a Special Project Drama        | Empress Ki                  | Ganó      |
| 2014 | 9th Seoul International Drama Award  | Outstanding Korean Actor                                  | Empress Ki                  | Nominado  |
| 2014 | 7th Korea Drama Award                | Top Excellence Award, Actor                               | Empress Ki                  | Nominado  |
| 2014 | 3rd APAN Star Award                  | Excellence Award, Actor in a Serial Drama                 | Empress Ki                  | Nominado  |
| 2014 | KBS Drama Award                      | Excellence Award, Actor in a Mid-length Drama             | Healer                      | Nominado  |
| 2014 | KBS Drama Award                      | Popularity Award, Actor                                   | Healer                      | Ganó      |
| 2014 | KBS Drama Award                      | Best Couple Award (junto a Park Min-young)                | Healer                      | Ganaron   |
| 2015 | 4th APAN Star Award                  | Excellence Award, Actor in a Miniseries                   | Healer                      | Nominado  |
| 2015 | China TV Drama Award                 | Most Popular Actor (Overseas)                             | Healer                      | Ganó      |
| 2016 | 4th Annual DramaFever Award          | Best Couple Award (junto a Park Min-young)                | Healer                      | Ganaron   |
| 2016 | 31st Korea's Best Dresser Swan Award | Best Dressed Actor                                        | -                           | Ganó      |
| 2016 | 1st Asia Artist Award                | Popularity Award                                          | The K2                      | Nominado  |
| 2017 | 5th Annual DramaFever Award          | Best Bad Boy                                              | The K2                      | Ganó      |
| 2017 | 53rd Baeksang Arts Award             | Best New Actor (Film)                                     | Fabricated City             | Nominado  |
| 2017 | SBS Drama Award                      | Best Couple Award (junto a Nam Ji-hyun)                   | Suspicious Partner          | Nominados |
| 2017 | SBS Drama Award                      | Top Excellence Award, Actor in a Wednesday–Thursday Drama | Suspicious Partner          | Nominado  |
| 2019 | Asia Artist Award                    | Asia Celebrity (Actor)                                    | -                           | Ganó      |
| 2019 | Asia Artist Award                    | AAA Best Actor                                            | -                           | Ganó      |
| 2020 | 7th APAN Star Award                  | Excellence Award, Actor in a Miniseries                   | Convenience Store Saet Byul | Nominado  |